# Unterseeboot 399
L'Unterseeboot 399 ou U-399 est un sous-marin allemand (U-Boot) de type VIIC utilisé par la Kriegsmarine pendant la Seconde Guerre mondiale.
Il fut coulé dans la Manche en mars 1945.

## Conception
Unterseeboot type VII, l'U-399 avait un déplacement de 769 tonnes en surface et 871 tonnes en plongée. Il avait une longueur totale de 67,10 m, un maître-bau de 6,20 m, une hauteur de 9,60 m, un tirant d'eau de 4,74 m et un tirant d'air de 4,86 m. Le sous-marin était propulsé par deux hélices de 1,23 m, deux moteurs diesel Germaniawerft F46 de 6 cylindres en ligne de 1 400 ch à 470 tr/min, produisant un total de 2 060 à 2 350 kW en surface et de deux moteurs électriques Garbe, Lahmeyer & Co. RP 137/c de 375 ch à 295 tr/min, produisant un total 550 kW, en plongée. Le sous-marin avait une vitesse en surface de 17,7 nœuds (32,8 km/h) et une vitesse de 7,6 nœuds (14,1 km/h) en plongée. Immergé, il avait un rayon d'action de 93 milles marins (150 km) à 4 nœuds (7,4 km/h; 4,6 milles par heure) et pouvait atteindre une profondeur de 230 m. En surface son rayon d'action était de 9 426 milles nautiques (soit 15 170 km) à 10 nœuds (19 km/h).
L'U-399 était équipé de cinq tubes lance-torpilles de 53,3 cm (quatre montés à l'avant et un à l'arrière) et embarquait quatorze torpilles. Il était équipé d'un canon de 8,8 cm SK C/35 (220 coups) et d'un canon de 20 mm Flak C30 en affût antiaérien. Il pouvait transporter 26 mines Torpedomine A ou 39 mines Torpedomine B. Son équipage comprenait quatre officiers et 44 à 56 sous-mariniers.

## Historique
Cet U-Boot est construit par le chantier naval Howaldtswerke à Kiel. Il est commandé le 12 novembre 1942, lancé le 4 décembre 1943 et mis en service le 22 janvier 1944, sous le commandement de l'Oberleutnant zur See Kurt van Meteren.
Il quitte Kiel pour patrouiller dans les eaux norvégiennes, sans succès. Le 28 janvier 1945, il arrive dans un port norvégien.
L'U-399 quitte Horten le 6 février 1945 pour sa deuxième patrouille. Le 21 mars, il torpille le Liberty ship James Eagan Layne au large de Plymouth. Le navire marchand s'échoue sur la plage Whitesand Bay (en), où il est déclaré irréparable.
L'U-Boot coule le navire néerlandais Pacific, le 26 mars 1945. Il coule à son tour dans la Manche près de Land's End, à la position géographique 49° 56′ N, 5° 22′ O, par des charges de profondeur lancées par le navire britannique HMS Duckworth (en).
Quarante-six membres d'équipage meurent dans cette attaque, qui laisse un survivant.

## Affectations
- 5. Unterseebootsflottille du 22 janvier 1944 au 31 janvier 1945 (Flottille d'entraînement).
- 11. Unterseebootsflottille du 1er février 1945 au 26 mars 1945 (Flottille de combat).

## Commandement
- Oberleutnant zur See  Kurt van Meeteren du 22 janvier 1944 au 2 juillet 1944.
- Oberleutnant zur See Heinz Buhse du 3 juillet 1944 au 26 mars 1945.

## Patrouilles
|       | Commandant        | Départ          | Départ | Arrivée         | Arrivée | Jours    | Succès  |
| ----- | ----------------- | --------------- | ------ | --------------- | ------- | -------- | ------- |
|       | Oblt. Heinz Buhse | 25 janvier 1945 | Kiel   | 28 janvier 1945 | Horten  | 4 jours  |         |
| 1     | Oblt. Heinz Buhse | 6 février 1945  | Horten | 26 mars 1945    | Coulé   | 49 jours | 7 538   |
| Total | Total             | Total           | Total  | Total           | Total   | 53 jours | 7 538 t |

Note : Oblt. = Oberleutnant zur See

## Navires coulés
L'U-399 a coulé un navire marchand de 362 tonneaux et a détruit un navire marchand de 7 176 tonneaux au cours de l'unique patrouille (53 jours total en mer) qu'il effectua.
| Date         | Nom               | Nationalité | Tonnage | Convoi  | Fait         | Localisation        |
| ------------ | ----------------- | ----------- | ------- | ------- | ------------ | ------------------- |
| 21 mars 1945 | James Eagan Layne | Etats-Unis  | 7 176   | BTC-103 | Perte totale | 50° 13′ N, 4° 05′ O |
| 26 mars 1945 | Pacific           | Pays-Bas    | 362     | BTC-108 | Coulé        | 49° 54′ N, 5° 17′ O |